# Condado de Coffee (Tennessee)
El condado de Coffee (en inglés: Coffee County, Tennessee) es un condado localizado en la parte central del Estado de Tennessee, en los Estados Unidos. Según el censo de 2020, tiene una población de 57.889 habitantes. La sede del condado es Manchester.

## Geografía
Según la Oficina del Censo, el condado tiene un área total de 1126 km² , de la cual 111 km² es tierra y 15 km² es agua.

### Condados adyacentes
- Condado de Cannon (norte)
- Condado de Warren (noreste)
- Condado de Grundy (este)
- Condado de Franklin (sur)
- Condado de Moore (suroeste)
- Condado de Bedford (oeste)
- Condado de Rutherford (noroeste)

## Demografía
En el 2000 la renta per cápita promedia del condado era de $34,898, y el ingreso promedio para una familia era de $40,228. El ingreso per cápita para el condado era de $18,137. En 2000 los hombres tenían un ingreso per cápita de $32,732 contra $21,014 para las mujeres. Alrededor del 14.30% de la población estaba bajo el umbral de pobreza nacional.

## Lugares

### Ciudades y pueblos
- Hillsboro
- Manchester
- Noah
- Tullahoma

### Principales carreteras
- Interestatal 24
- U.S. Route 41
- U.S. Route 41A